# Mistrzostwa Świata w Kolarstwie Szosowym 1925
5. Mistrzostwa świata w kolarstwie szosowym – zawody kolarskie, które odbyły się 22 sierpnia 1925 w holenderskim mieście Apeldoorn. Były to pierwsze zorganizowane w tym kraju mistrzostwa świata w kolarstwie szosowym.
Bardzo nieudany był start jedynego reprezentanta Polski, bowiem nie tylko nie zdobył on żadnego medalu, ale nie udało mu się zająć miejsca w pierwszej dziesiątce, ponieważ nie ukończył konkurencji. 

## Kalendarium zawodów
| Kalendarz MŚ w Kolarstwie Szosowym 1925 |       |
| Konkurencja (dystans)                   | Data  |
| Konkurencja (dystans)                   | 22.08 |
| Mężczyźni                               |       |
| Amatorzy                                |       |
| Wyścig ze startu wspólnego (188 km)     |       |

## Lista uczestniczących reprezentacji
W mistrzostwach świata w kolarstwie szosowym brało udział 36 zawodników z 12 reprezentacji.
| Lp. | Reprezentacja        | Zawodnicy |
| 1.  | Belgia               | 4         |
| 2.  | Dania                | 2         |
| 3.  | Królestwo Egiptu     | 1         |
| 4.  | Francja              | 3         |
| 5.  | Holandia             | 4         |
| 6.  | Polska               | 1         |
| 7.  | Republika Austriacka | 1         |

| Lp.   | Reprezentacja    | Zawodnicy |
| 8.    | Rzesza Niemiecka | 4         |
| 9.    | Szwajcaria       | 4         |
| 10.   | Węgry            | 4         |
| 11.   | Wielka Brytania  | 4         |
| 12.   | Włochy           | 4         |
| Razem | Razem            | 36        |

### Reprezentacja Polski
Do mistrzostw świata Związek Polskich Towarzystw Kolarskich zgłosił tylko 1 zawodnika. 
| Reprezentacja Polski na MŚ w Kolarstwie Szosowym 1925 |                  |                        |
| Lp.                                                   | Zawodnik         | Konkurencja            |
| Mężczyźni                                             |                  |                        |
| 1.                                                    | Mieczysław Lange | start wspólny amatorów |

## Obrońcy tytułów
| Broniący tytułów MŚ        |               |            |
| Mężczyźni                  |               |            |
| Konkurencja                | Mistrz świata | Uwagi      |
| Amatorzy                   |               |            |
| Wyścig ze startu wspólnego | André Leducq  | 7. miejsce |

## Medaliści
| Konkurencja dystans – (data) (liczba startujących)                    | Złoto:           | Czas (prędkość)       | Srebro:     | Czas   | Brąz:               | Czas   |
| Mężczyźni                                                             |                  |                       |             |        |                     |        |
| Amatorzy                                                              |                  |                       |             |        |                     |        |
| Wyścig ze startu wspólnego 188 km – (22 sierpnia) (36 zaw. z 12 rep.) | Henri Hoevenaers | 5:34:09 (33,757 km/h) | Marc Bocher | + 0:00 | Gerrit van den Berg | + 0:00 |

## Szczegóły

### Wyścig ze startu wspólnego amatorów
| Miejsce | Zawodnik            | Narodowość       | Czas    |
| złoto   | Henri Hoevenaers    | Belgia           | 5:34:09 |
| srebro  | Marc Bocher         | Francja          | + 0:00  |
| brąz    | Gerrit van den Berg | Holandia         | + 0:00  |
| 4       | Joop van der Aar    | Holandia         | + 0:00  |
| 5       | Henry Hansen        | Dania            | + 0:00  |
| 6       | Jules Verbist       | Belgia           | + 0:00  |
| 7       | André Leducq        | Francja          | + 0:00  |
| 8       | Anton Reitberger    | Rzesza Niemiecka | + 0:00  |
| 9       | Albert Blattmann    | Szwajcaria       | + 0:00  |
| 10      | Otto Lehner         | Szwajcaria       | + 0:00  |

## Tabela medalowa
| Tabela medalowa |               |       |        |      |       |
| Miejsce         | Reprezentacja | Złoto | Srebro | Brąz | Razem |
| 1               | Belgia        | 1     | 0      | 0    | 1     |
| 2               | Francja       | 0     | 1      | 0    | 1     |
| 3               | Holandia      | 0     | 0      | 1    | 1     |